# Нетребовський Віталій Анатолійович
Віта́лій Анато́лійович Нетребо́вський (1966— 10 листопада 2021) — український військовий медик, учасник російсько-української війни.

## З життєпису
Народився 1966 року. Розпочав шлях у медицині 1985 року. Проживав в місті Полтава.
Учасник російсько-української війни. Капітан медичної служби запасу; брав участь у військових діях в складі 28-ї бригади в 2015—2016 роках На фронті з початку лютого 2015 року — вирушив як волонтер до лікарні Артемівська. Повезли необхідне в лікарню, допомагали вантажити поранених. Супроводжував важких пацієнтів до госпіталю в Харків. Потім пішов до військкомату і мобілізувався в зону АТО. Капітан медичної служби, заступник начмеда 28-ї бригади. Після закінчення військової служби у 2016 році, далі допомагав людям уже на мирній території, працював завідувачем неврологічного відділення 3-ї міської клінічної лікарні Полтавської міської ради.
Помер від ускладнень, пов'язаних із коронавірусною інфекцією. Прощання відбулося 12 листопада 2021 рок на території Полтавської обласної клінічної лікарні ім. М. В. Скліфосовського..
Без Віталія лишились дружина Зоя Сергіївна та доньки Катерина і Олена. Діти також стали лікарями — обидві працюють стоматологами.

## Нагороди
- Орден «За заслуги» ІІІ ступеню (посмертно)[5]